# 双子素馨
双子素馨（学名：Jasminum dispermum）是木犀科素馨属的植物。分布在印度、尼泊尔、不丹以及中国大陆的云南、西藏等地，生长于海拔1,700米至2,800米的地区，多生于丛林中以及峡谷中，目前尚未由人工引种栽培。

## 别名
印度素馨（植物分类学报）